# Nominoë
Nominoë (Nevenoù ou Nevenoe en breton, Nomenoius ou Numenoius en latin, en français les graphies Nominoé et Nomenoe sont aussi utilisées), né vers 800, mort le 7 mars 851 près de Vendôme, est le souverain de Bretagne de 845 à 851. Il est à l'origine de la naissance d'une Bretagne unifiée et indépendante, d'où le qualificatif de père de la Patrie (« Tad ar Vro ») que lui attribue l'historien Arthur de La Borderie au XIXe siècle.

## Biographie

### Ses origines
Son nom, assez rare, est peut-être issu du vieux breton « nom » c'est-à-dire « temple », à rapprocher du gaélique irlandais « naomh » saint et gaulois « nemeton » sanctuaire ou « nemo » ciel avec comme variantes Nevenoe/Nevenou en breton, Naomhin, Nevin, Niven en irlandais.
Dom Morice, s'appuyant sur une vie du roi Judicaël rédigée au XIe siècle par le moine Ingomar dans laquelle ce dernier précise que « tous les princes qui ont régné en Bretagne depuis Judicaël étaient issus de ce roi », indique que Nominoë était « fils d'Erispoë comte de Rennes et de la race des anciens rois de Bretagne ».
Les moines de l'abbaye de Saint-Florent-le-Vieil dont il avait incendié le monastère ont complaisamment reproduit, dans une prose rythmée nommée « Versiculi » ou « Versus de eversione monasterii Glonnensis », une légende qui indique que Nominoë était fils d'un paysan enrichi par la découverte d'un trésor, indications reprises par les Francs d'Anjou de la famille Foulques (Plantagenêt), hypothèse totalement fantaisiste car à l'époque carolingienne seuls les laïcs issus de familles de la haute aristocratie avaient le quasi-monopole des charges publiques,.
Une charte de 834 le qualifie de prince des Vénètes, mais c'est seulement en raison de sa fonction de comte de Vannes. Il semblerait qu'il soit originaire du Poher, peut-être de "Botmel" (Botnumel) en Callac,, ou bien encore de "Bonnevel" en Priziac. J. Quaghebeur fait de Nominoë le fils ou le petit fils du roi Murman.

### Comte carolingien
Selon Arthur de La Borderie, Nominoë est comte de Vannes dès juillet 819. Toutefois le titulaire de ce comté carolingien Gui II de Vannes exerçait encore sa fonction de comte de Vannes dans un acte du 16 janvier 830 daté de la 17e année de Louis le Pieux. Il semble donc que l'autorité de Nominoë se limitait à une partie du comté avant qu'il ne soit reconnu comme gubernans in Brittanniam à partir de 833, missus in Brittanniam à partir de 837 par Louis le Pieux.
Selon Jean-Christophe Cassard, repris par Joël Cornette, c'est au plaid d'Ingelhem, en mai 831, que l'empereur Louis le Pieux nomme Nominoë comte de Vannes et missus imperatoris, c'est-à-dire envoyé de l'empereur en Bretagne. Cette fonction lui donne des pouvoirs étendus dans les domaines administratif et judiciaire, notamment sur les comtes, mais aussi dans le domaine religieux puisqu'il devait enquêter sur les évêques.
Nominoë apparaît pour la première fois dans un acte exerçant une charge publique comme « Nominoe magistro in Britanniam » lors d'une donation en faveur de l'abbaye de Redon le 9 février 833, vingtième année du règne de Louis le Pieux.

### Rebelle
À la mort de l'empereur Louis en 840, il soutient dans un premier temps Lothaire Ier avant de se rallier à Charles le Chauve qui lui reconnaît le titre de missus dominicus ducatus, lorsque Nominoë lui rend l'hommage au printemps 841. Puis il entre en rébellion ouverte contre l'administration franque. Nominoë trouve à cette époque un allié local en la personne de Lambert II de Nantes, fils d'un précédent comte de Nantes lui aussi ancien partisan de Lothaire, mais non confirmé dans cette charge par Charles le Chauve.
À la suite des batailles de Messac (843) et de Ballon (845), le roi Charles doit reconnaître l'autorité de Nominoë sur la Bretagne. Au cours de l'été 846, Charles et Nominoë concluent un traité. Charles accorde au Breton le titre officiel de « dux » et le dispense de tribut en échange de la reconnaissance de sa suzeraineté personnelle sur la Bretagne. En 847-848, Nominoë, occupé à résister difficilement aux attaques des Vikings sur la Bretagne qui lui infligent trois défaites,, ne mène aucune expédition contre la Neustrie.

### Vers la fondation du royaume breton
Le pouvoir carolingien disposait en Bretagne d'évêques acquis à son autorité à Quimper, Vannes, Dol-de-Bretagne et Saint-Pol-de-Léon. Cette situation était inacceptable pour Nominoë qui désirait affirmer son émancipation. Ne pouvant rien attendre du pouvoir franc ni de l'archevêque de Tours dont dépendait la Bretagne, Nominoë se tourne vers le Pape Léon IV et lui envoie en 848 une délégation menée par Conwoïon l'abbé de Redon. Le Pape réserve aux Bretons un bon accueil, il donne quelques reliques à Conwoïon mais refuse de se prononcer sur la déposition des évêques. Il se contente de préconiser la tenue d'un synode de douze évêques devant lesquels les prélats en cause doivent comparaître.
Comme il était impossible de réunir une telle assemblée en Bretagne, Nominoë se résout à un coup de force. En avril 849 il réunit à Coët Louh une assemblée de clercs et de laïcs, et les évêques Suzannus de Vannes, Félix de Quimper, Salacon de Dol et Liberalis de Léon (?) sont condamnés pour simonie, déposés et remplacés par des « évêques bretons ». Selon la chronique de Nantes citée par Arthur de la Borderie, le pape aurait aussi reconnu à Nominoë sous le titre de duc le droit de porter une couronne d'or, et donc de se faire sacrer par l'« archevêque » de Dol.
Bien que la promotion de Dol-de-Bretagne à la tête de l'église bretonne, mise au crédit de Nominoë par Arthur de la Borderie, doive être attribuée à l'accord de 866 entre Salomon de Bretagne et le Pape Nicolas Ier, l'installation de ces nouveaux évêques (de nouveaux évêchés sont créés à Aleth, Tréguier et Saint-Brieuc) marque une étape essentielle pour Nominoë, il ne s'agit plus d'une révolte mais de la revendication d'une prérogative royale.
Les incursions bretonnes s'étendent jusqu'aux abords de Bayeux. En 849 Nominoë est de nouveau en guerre contre Charles le Chauve qui rappelle Lambert II et lui confie de nouveau la marche de Bretagne. En février 850 Nominoë reprend ses agressions et occupe Angers et ses alentours. Lambert II trahit une nouvelle fois son suzerain et s'allie avec le chef breton. Alors que vers le 15 août 850 Charles le Chauve s'avance vers la Vilaine, Nominoë et Lambert II s'emparent de Rennes et de Nantes dont ils détruisent les fortifications et lancent ensuite des raids sur le Bessin et le comté du Maine dont Le Mans qui est prise à son tour.
Nominoë meurt subitement au cours d'une expédition en profondeur dans la Beauce près de Vendôme, le 7 mars 851 après avoir une nouvelle fois occupé le Maine et l'Anjou. Il est inhumé dans l'abbaye Saint-Sauveur de Redon.
Même s'il en avait les prérogatives, il ne semble pas que Nominoë ait jamais porté le titre de roi bien que le chroniqueur de la fin du IXe siècle Réginon de Prüm lui donne ce titre. Dans le cartulaire de Redon, il est tour à tour qualifié de duc des Bretons, de duc en Bretagne, de duc de toute la Bretagne, de prince de Bretagne et de prince de toute la Bretagne. C'est son fils et successeur Erispoë qui a été reconnu officiellement comme roi par Charles le Chauve après la bataille de Jengland, fondant ainsi le royaume de Bretagne. Roi sous condition d'hommage, le roi de Bretagne est donc théoriquement vassal du roi de la Francia Occidentalis.
À Redon, une plaque apposée sur l'ancien rempart dit : « À la gloire de Nominoë, premier roi de Bretagne, fondateur de la ville de Redon avec saint Convoyon (…) en souvenir du XIe centenaire de la cité ».

## Titres
- Comes Venetice civitatis en 832
- Princeps Venetice civitatis en 834
- Gubernans in Brittanniam en 833, 834, 831-837
- Magister in Britanniam en 833
- Missus in Britannia en 837, 839
- Dux in Britannia en 834, 840
- Dominans in Britanniam en 837
- Regnans in Britannia en 833, 835[34],[35]

## Postérité littéraire

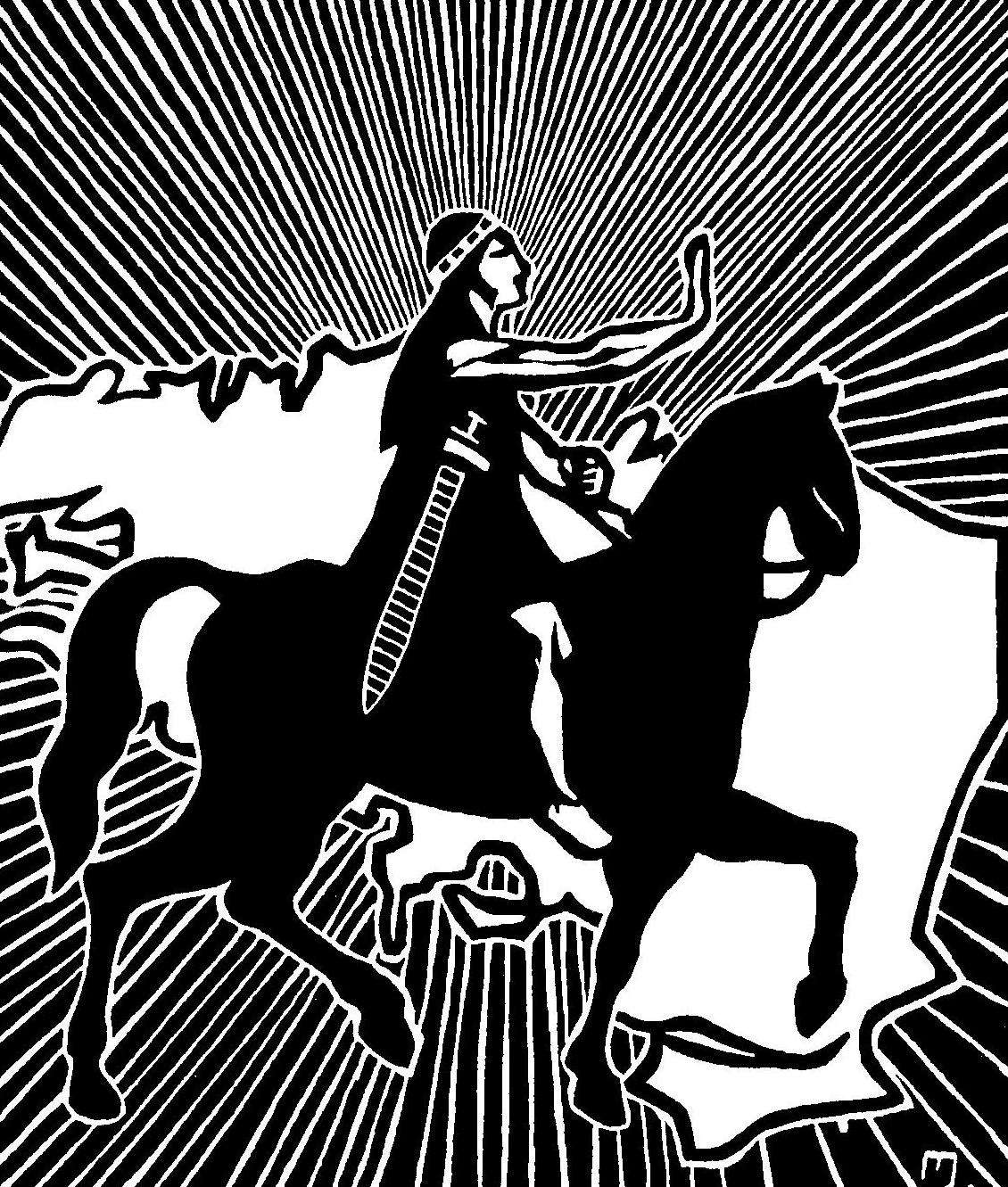
Nominoë dans L'Histoire de Notre Bretagne (1922, Jeanne Malivel).

Le Tribut de Noménoë est un poème du Barzaz Breiz par Théodore Hersart de La Villemarqué qui le qualifie dans l’argument de « plus grand roi que la Bretagne ait eu ». Cette balade dont l'originalité fut un temps remise en cause notamment par Francis Gourvil, fut reconnue comme authentique et issue de la tradition bretonne en 1974 par Donatien Laurent après consultation des carnets retrouvés de La Villemarqué en 1964.
Nominoë est le héros du roman de Colette Geslin « La chevauchée de Nominoë ». Il est également l'un des principaux personnages « historiques » du roman de Yann Brekilien « Les Cavaliers du Bout du Monde ». Enfin, son histoire est également romancée dans le roman de Julien Meunier « Nominoë - Père de la Bretagne», paru en mai 2016.

## Odonymie
Plusieurs rues portent son nom, notamment à Rennes, Brest, Vannes, Quimper, Saint-Brieuc et Saint-Malo.